# Chalcon
Chalcon is een aromatisch keton met als brutoformule C15H12O. De zuivere stof komt voor als lichtgele kristallen, die zo goed als onoplosbaar zijn in water.

## Synthese
Chalcon kan bereid worden via een aldolcondensatie uit een benzaldehyde en een acetofenon. Natriumhydroxide treedt op als basische katalysator:
De reactie blijkt goed te werken zonder oplosmiddel: het is een zogenaamde vastestofreactie. De reactie tussen gesubstitueerde benzaldehyden en acetofenonen wordt gebruikt om de principes van de groene chemie te illustreren in de organische synthese. In een studie in verband met groene synthese konden chalconen ook gesynthetiseerd worden uit dezelfde startmaterialen in oververhit water (200 tot 350°C, in een drukcilinder).

## Voorkomen en eigenschappen
Chalcon is het centraal structuurelement in een groot aantal biologisch belangrijke verbindingen. Deze verbindingen staan als groep bekend onder de naam chalconen. Zij vertonen een remmende werking bij ziektes die veroorzaakt worden door bacteriën en schimmels. Ook in de bestrijding van tumoren en als ontstekingsremmer zijn resultaten geboekt. Sommige chalconen zijn in staat de spanningsafhankelijke kaliumkanalen te blokkeren. Chalconen komen voor als intermediairen in de biosynthese van flavonoïden, een groep van veel in planten voorkomende verbindingen met een breed spectrum aan effecten. Chalconen vormen ook een tussenstap in de Auwers' synthese van flavonen.
Methylhydroxychalcon (MCHP), dat in kaneel voorkomt, leek als insulineanalogon een effect te hebben op de insulinerespons van diabetici. Later bleek een flavonoïde verantwoordelijk voor de insuline-achtige reacties.